# Stephen Heilmann
Stephen Heilmann (født 17. august 1941 i Nuuk, død 1. juni 2019) var en grønlandsk politiker og journalist. Han repræsenterede Siumut og var minister for kultur, kirke og unervisning fra 1983 til 1987.

## Liv
Stephen Heilmann var søn af revisor Peter Jørgen Morthen Joel Heilmann (1907-1982) og hans kone Mariane Julie Ane Kirsten Olsen (1913-?). Hans mor var barnebarn af fotografen John Møller (1867-1935). Den 7. august 1982 blev han gift med socialpædagogen Regine Dorph (født 1952).
Stephen Heilmann studerede medicin og sociologi ved Københavns Universitet. Fra 1967 til 1974 arbejdede han som freelancer på Kalaallit Nunaata Radioas (KNR) redaktion i København. Derefter blev han direktør for Nuuk TV. Fra 1976 var han programsekretær i KNR. I 1983 stillede han op til landstingsvalget, men fik ikke nok stemmer til at komme ind i Landstinget. Han blev dog udnævnt til minister for kultur, kirke og undervisning i Regeringen Motzfeldt II. Ved landstingsvalget året efter opnåede Heilmann heller ikke valg, men han bevarede sin ministerpost, da Regeringen Motzfeldt III blev dannet efter valget. I 1987 stillede han igen op forgæves op landstingsvalget og genoptog sin stilling som KNR's programsekretær. I 1988 blev han informationschef hos Nuna-Tek. Fra 1994 til 1995 var han souschef for radioavisen på KNR, derefter chefredaktør, før han igen blev programsekretær i et år i 1997 og souschef igen i 1999.
Ud over arbejdet som programsekretær var han medlem af Grønlands Presseforbund fra 1976 og formand fra 1979 til 1981. Han var også medlem af Dansk Journalistforbund fra 1978. Han modtog fortjenstmedaljen Nersornaat i sølv den 27. december 2007. Han døde efter kort tids sygdom den 1. juni 2019 i en alder af 77 år.